# 塔韦尔
塔韦尔（法語：Tavers，法語發音：[tavɛʁ]）是法国卢瓦雷省的一个市镇，位于该省西南部，卢瓦尔河右岸，属于奥尔良区。

## 地理
塔韦尔（47°45'30"N, 1°36'47"E）面积22.62 平方千米，位于法国中央-卢瓦尔河谷大区卢瓦雷省，该省份为法国中北部省份，北起埃松省，西北接厄尔-卢瓦省，西南接卢瓦-谢尔省，南至涅夫勒省和谢尔省，东临约讷省，东北接塞纳-马恩省。
与塔韦尔接壤的市镇（或旧市镇、城区）包括：阿瓦赖、若讷、莱斯蒂乌、圣洛朗-努昂、博讓西、维洛尔索。

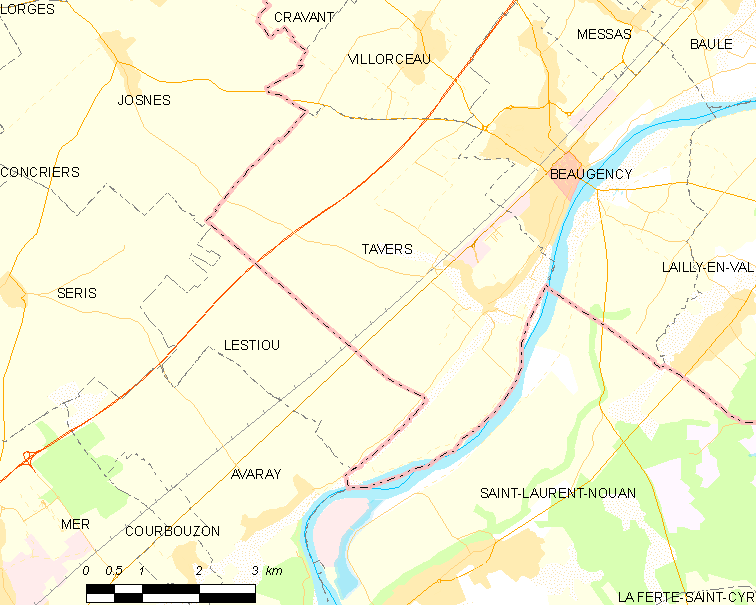
塔韦尔的OSM定位图

塔韦尔的时区为UTC+01:00、UTC+02:00（夏令时）。

## 行政
塔韦尔的邮政编码为45190，INSEE市镇编码为45317。

## 政治
塔韦尔所属的省级选区为博让西县。

## 人口

1962-2008年间塔韦尔人口变化图示

塔韦尔于2022年1月1日时的人口数量为1338人。